# 孟乃 (古国)

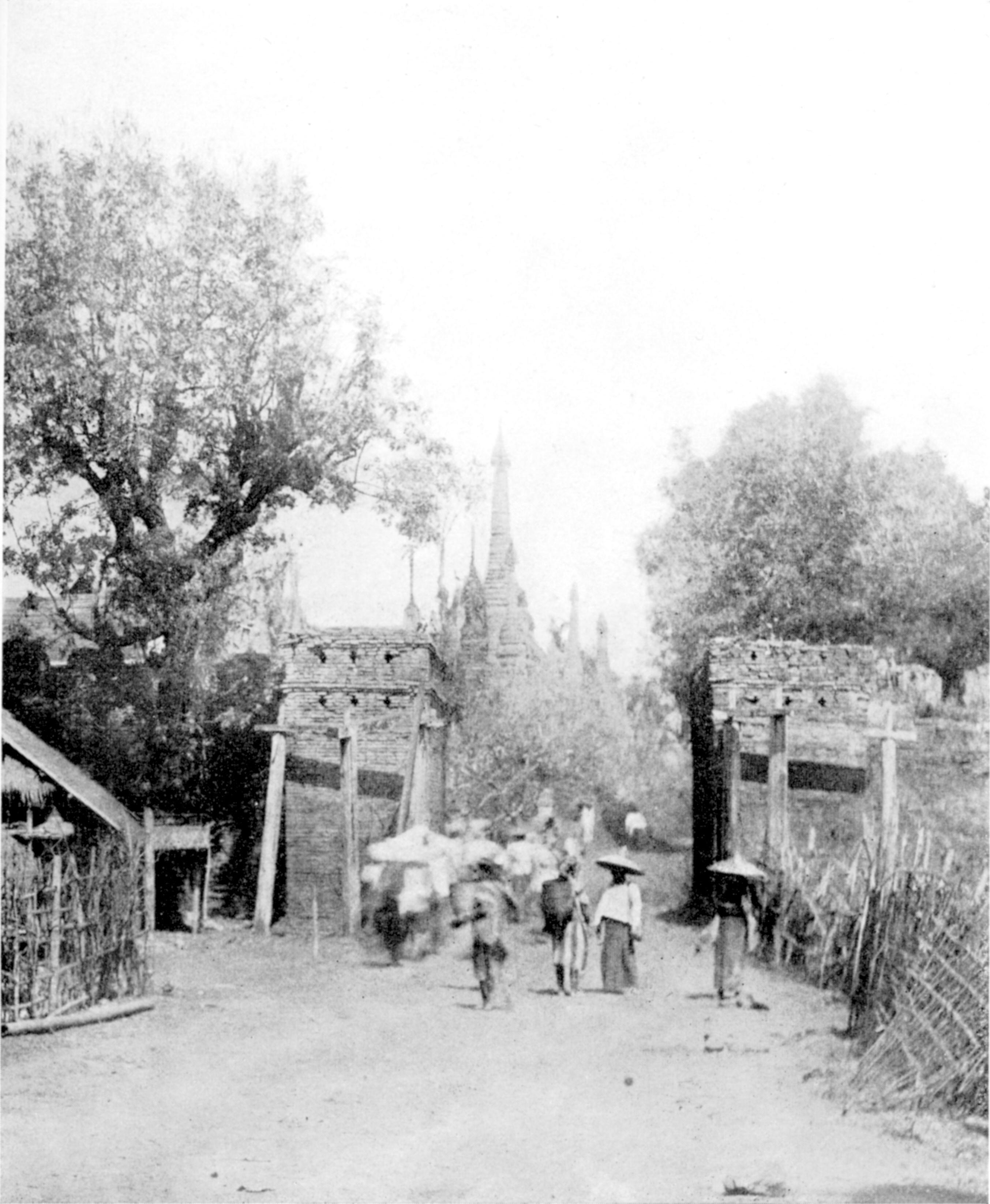
孟乃 1910

孟乃是一个以缅甸孟乃为大致区域的古代掸族王国。

## 历史
二战之前，孟乃是一个独立的掸族小国，在此之前的历史无从而知。处在掸邦南部的骚乱的中心地带，所有的史料连同整个地区多次毁于战火。根据缅族的史料记载，最初的城市是由众酋长之首的Sao Hkio于公元前519年建立的。